# Brachypremna sappho
Brachypremna sappho is een tweevleugelige uit de familie langpootmuggen (Tipulidae). De soort komt voor in het Neotropisch gebied.